# Paragia tricolor
Paragia tricolor är en stekelart som beskrevs av Smith 1850. Paragia tricolor ingår i släktet Paragia och familjen Masaridae. Inga underarter finns listade i Catalogue of Life.